# Bandschlinge

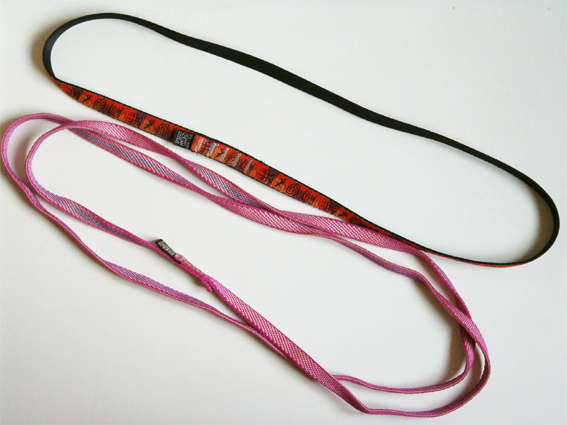
Bandschlingen

Die Bandschlinge ist ein Hilfsmittel für die Absturzsicherung und Höhenrettung sowie eine Zusatzgerätschaft bei der persönlichen Ausrüstung von Feuerwehrangehörigen. Es handelt sich dabei um ein ringförmig verknüpftes Band aus besonders belastungsfähigen Kunstfasern, das eine Tragkraft von einigen Tonnen haben kann.

## Material

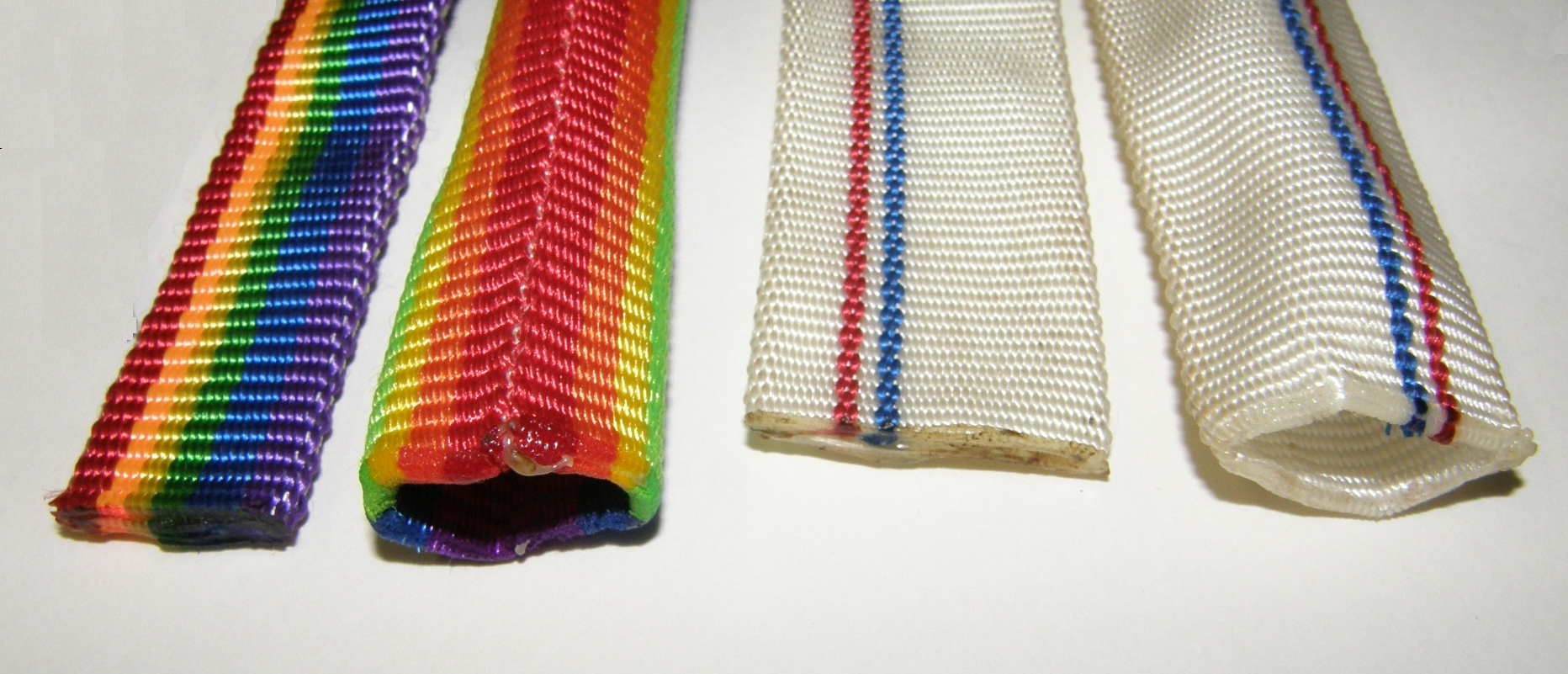
Schlauchband am Schnitt verschmolzen und geöffnet

Beim Klettern werden Bandschlingen aus Polyamid oder hochmodulem Polyethylen eingesetzt. Auch Polyester wird vermehrt verwendet.
Das Bandmaterial kann aus einem flach gewebten Gurt oder auch aus rund gewebtem Schlauchband verarbeitet sein. Dabei sind aus Schlauchband genähte Bandschlingen bei gleicher Bruchlast schmaler.

## Beim Klettern
Die Bandschlinge wird bei der Selbstsicherung und zum Standbau verwendet. Als Zwischensicherung beim Klettern wird sie meist als Köpfel- oder Zackenschlinge über oder um hervorstehende Felsköpfe oder -platten gelegt oder durch Sanduhren geführt. Bandschlingen werden auch als Verlängerung zwischen Haken und Karabiner verwendet. Beim Vorstieg findet sie als Expressschlinge häufige Verwendung.
Heutzutage kommen zum Klettern überwiegend vernähte Bandschlingen zum Einsatz. Diese müssen die Norm EN 566 erfüllen und haben eine Mindestbruchlast von 22 kN. Die tatsächliche Nennbruchlast ist an der Schlinge zu kennzeichnen, dies erfolgt meist auf einem an der Naht angebrachten Schild. Typische Längen sind 30, 60, 120 und 240 cm. (Die Länge gibt die maximal mögliche Nutzlänge an. Der Umfang ist also doppelt so groß.)
Bandmaterial gibt es für den Bergsport auch als unvernähte Meterware, wird aber immer weniger genutzt. Es muss die Norm EN 565 (Band) erfüllen. Diese schreibt u. a. vor, die Reißfestigkeit mittels längs in der Mitte eingewebten durchgehenden kontrastfarbigen Strichen zu kennzeichnen. Dabei bedeutet jeder Strich eine Bruchlast von 5 kN, wobei eine Mindestbruchlast von 10 kN (zwei Striche) erforderlich ist.

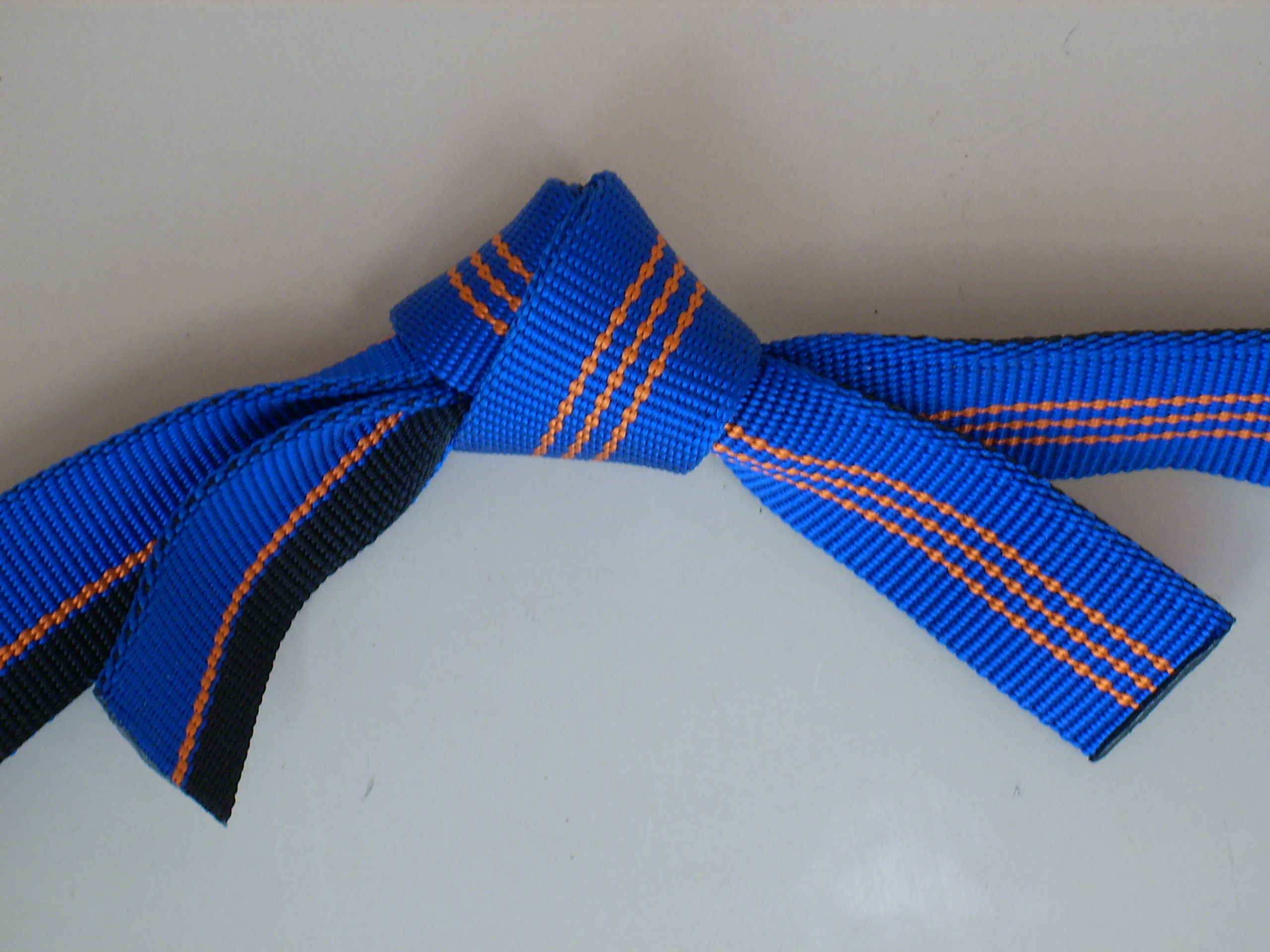
Bandschlingenknoten

Um aus Bandmaterial von der Rolle eine Schlinge zu formen, verwendeten Bergsteiger früher den Bandschlingenknoten.
Von dieser lange Zeit praktizierten Methode wird inzwischen dringend abgeraten. Der Bandschlingenknoten kann sich, wenn er an einem kleinen Zacken hängen bleibt, leicht selbst öffnen und lässt sich daraufhin bereits bei sehr geringer Belastung ganz lösen.
Aus diesem Grund wird er in der alpinen Sicherheitsliteratur mittlerweile auch als „Todesknoten“ bezeichnet.
Sicherer als der Bandschlingenknoten ist der Achterknoten. Zwar hält dieser Knoten nicht bei Bändern aus glatterem Dyneema, allerdings kommen diese aufgrund der schlechten Knotbarkeit nicht als Meterware in den Handel.
Bandschlingen, vor allem deren Nähte, sind anfällig gegen Abrieb, Quetschung, Kanten- und Sturzbelastung sowie Hitze und Chemikalien.

### Sicherheitshinweis
Wird ein Seil durch eine Bandschlinge geführt, muss ein Karabiner zwischengeschaltet werden, um zu verhindern, dass die Bandschlinge durch die Reibung durchschmilzt.

## Bei der Feuerwehr

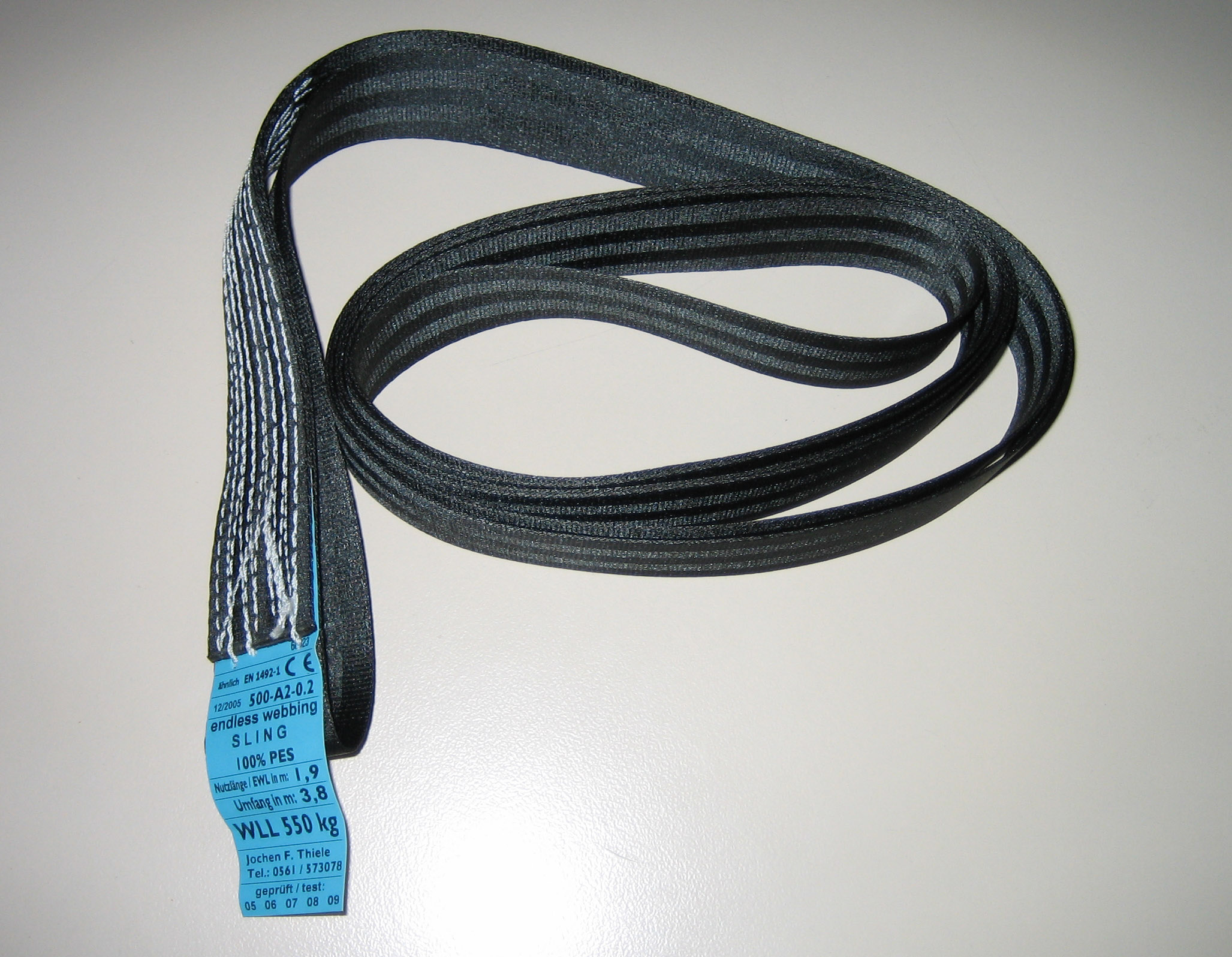
Bandschlinge der Feuerwehr

Bei der Feuerwehr kann die Bandschlinge für viele Aufgaben eingesetzt werden. Das Mitführen einer Bandschlinge beim Brandeinsatz im Innenangriff ist bei den Feuerwehren in Deutschland keine Pflicht, wird aber empfohlen und an vielen Orten praktiziert.
Mit der Schlinge kann sich ein Trupp gegenseitig verbinden, um in verrauchten Objekten Kontakt zu halten. Auch das Absuchen von Räumen kann mit bestimmten Suchtechniken mit einer Bandschlinge verbessert werden. Außerdem kann damit eine Tür durch Herunterziehen der Türklinke aus der Deckung geöffnet werden.

Bandschlinge als behelfsmäßiger Brustbund

Ist bei einer Sofortrettung aufgrund von Zeitdruck, fehlendem Material oder drohender Gefahr keine Rettung durch eine Trage oder Rettungstuch möglich, so kann eine verunfallte Person auch mit der Bandschlinge gerettet werden. Hierzu wird die Schlinge auseinandergezogen und unter den Armen um den Körper der verunfallten Person gelegt. Hinter dem Kopf wird die Schlinge über Kreuz gelegt, um den Kopf zu stabilisieren. Die Länge der Schlaufe sollte dafür mindestens 1,50 m betragen. Ist die verunfallte Person ein Atemschutzgeräteträger, so kann die Schlinge durch die Begurtung des Pressluftatmers geführt und die Person gezogen werden.
Da Bandschlingen bei der Feuerwehr nicht vorgeschrieben sind, müssen sie keiner Norm genügen. Daher ist mitunter auch Material im Einsatz, das nicht als Klettergerät zugelassen ist.

## Gebrauchsdauer
Bandschlingen altern durch mechanische Beanspruchung, Schmutz und UV-Strahlung, so dass ihre Bruchlast im Laufe der Zeit abnimmt. Auch ungenutzt verlieren die Kunstfasern mit den Jahren ihre Reißfestigkeit. Eine schwache Schlinge darf für sicherheitsrelevante Anwendungen, wie sie z. B. beim Klettern vorkommen, nicht mehr verwendet werden.
Der Grad der Alterung hängt ab von Häufigkeit und Art des Gebrauchs sowie dem Material. Bandschlingen aus Dyneema altern schneller als Polyamid, wodurch sie schon nach drei bis fünf Jahren im kritischen Festigkeitsbereich liegen; Polyamidschlingen dagegen haben noch nach sechs bis zehn Jahren Sicherheitsreserven.
Dabei gibt es einen starken Zusammenhang zwischen optischem Zustand und Festigkeit, so dass man anhand des visuellen Eindrucks entscheiden kann, wann eine Schlinge ausgemustert werden sollte:
- Polyamidschlingen sind mit zunehmendem Alter sehr pelzig oder ausgefranst.
- Bei Dyneema ist die Farbe ein guter Indikator, die anfangs weißen Fasern werden mit der Zeit grau.

Säuren (z. B. Entkalker, Batteriesäure), Lösungsmittel (z. B. wasserfeste Filzstifte) und andere Chemikalien sowie aggressive Reinigungsmittel können die Festigkeit von Bandschlingen massiv vermindern. Verhängnisvoll ist dabei, dass man der Bandschlinge keine Beschädigung ansieht, sie aber schon bei geringer Belastung reißen kann. Deshalb dürfen Bandschlingen niemals mit herkömmlichen wasserfesten Filzstiften markiert oder mit aggressiven Chemikalien und Reinigungsmittel in Kontakt kommen.